# Ligidium mylonasi
Ligidium mylonasi is een pissebed uit de familie Ligiidae. De wetenschappelijke naam van de soort is voor het eerst geldig gepubliceerd in 1992 door Sfenthourakis.